# Regaty

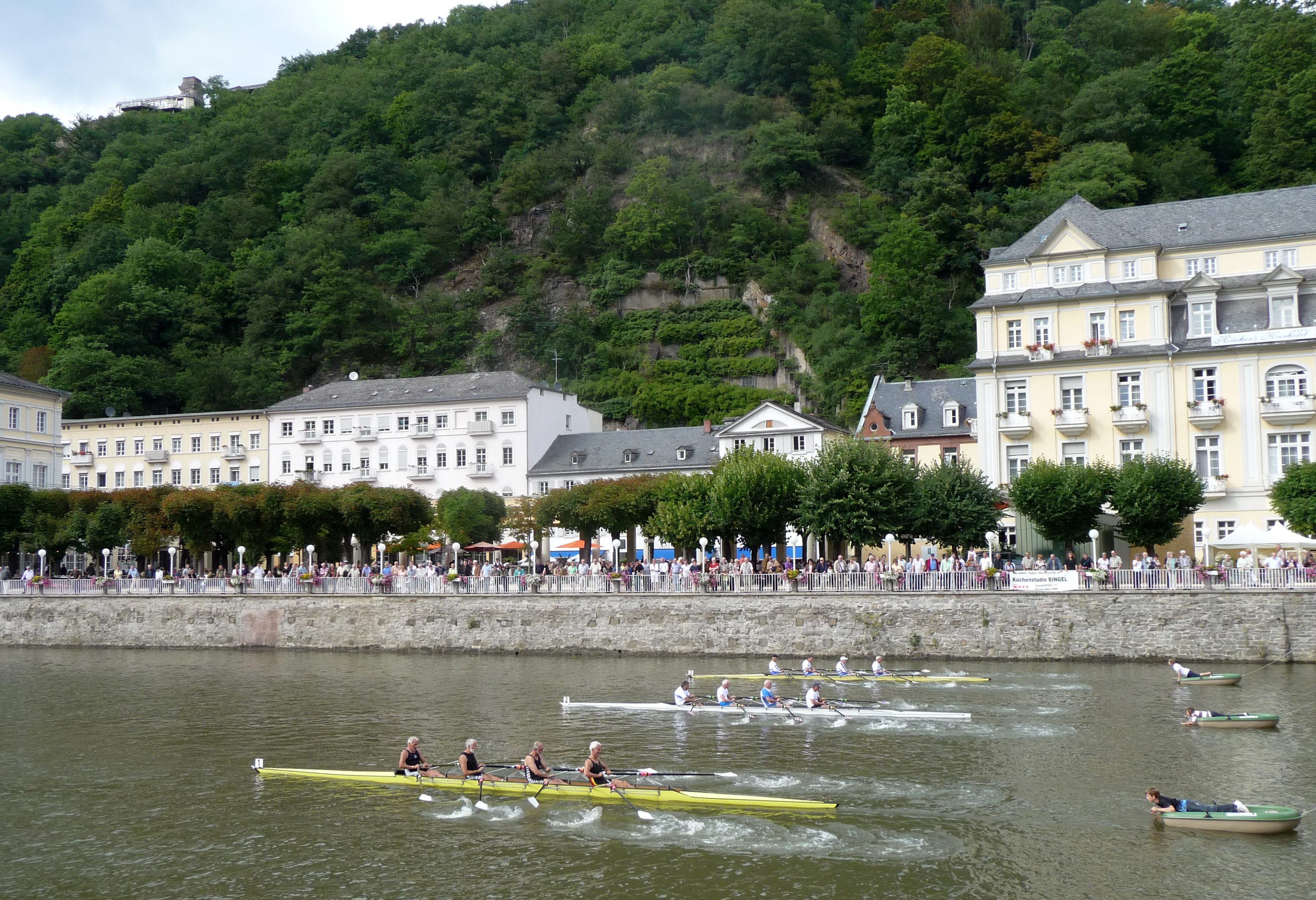
Regaty wioślarskie

Regaty – zawody sportowe prowadzone na wodzie lub lodzie.
Z regat rozgrywanych na wodzie można wyróżnić:
- regaty motorowodne
- regaty wioślarskie
- regaty windsurfingowe
- regaty żeglarskie.

Na powierzchni lodu rozgrywa się pewną odmianę regat żeglarskich w postaci zawodów bojerów.